# Gaming
Gaming ist eine Marktgemeinde mit 2879 Einwohnern (Stand 1. Jänner 2025) im Bezirk Scheibbs in Niederösterreich. Bekannt ist die Gemeinde vor allem für die hier befindliche ehemalige Kartause Marienthron.

## Geografie
Gaming liegt im Mostviertel am westlichen Fuß des Ötschers im niederösterreichischen Teil der Eisenwurzen. Die Fläche der Marktgemeinde umfasst 244,07 Quadratkilometer. 85,87 Prozent der Fläche sind bewaldet.
Gaming war sehr lange flächenmäßig die größte Gemeinde in Niederösterreich, bis im Jahr 1970 die Gemeinde Zwettl mehrere Katastralgemeinden auf dem Gebiet des Truppenübungsplatzes Allentsteig zu ihrem Gebiet hinzuzählen durfte und sich durch freiwilligen Zusammenschluss von 13 selbstständigen Gemeinden zur Stadtgemeinde Zwettl-NÖ mit Anfang 1971 ein flächenmäßig größeres Gemeindegebiet ergab. Seit diesem Zeitpunkt ist Gaming mit 244 km² die zweitgrößte Gemeinde in Niederösterreich.

### Gemeindegliederung
Das Gemeindegebiet umfasst folgende zehn Ortschaften (in Klammern Einwohnerzahl Stand 1. Jänner 2025):
- Brettl-Gaming (107)
- Gaming (1948)
- Kienberg (434)
- Lackenhof (228)
- Langau (125)
- Nestelberg-Lackenhof (15)
- Neuhaus-Langau (6)
- Rothwald-Langau (0)
- Taschelbach-Langau (8)
- Trübenbach-Gaming (8)

Die Gemeinde besteht aus den Katastralgemeinden Altenreith, Brettl, Gaming, Kienberg, Lackenhof, Mitterau, Nestelberg, Neuhaus und Polzberg.

## Geschichte

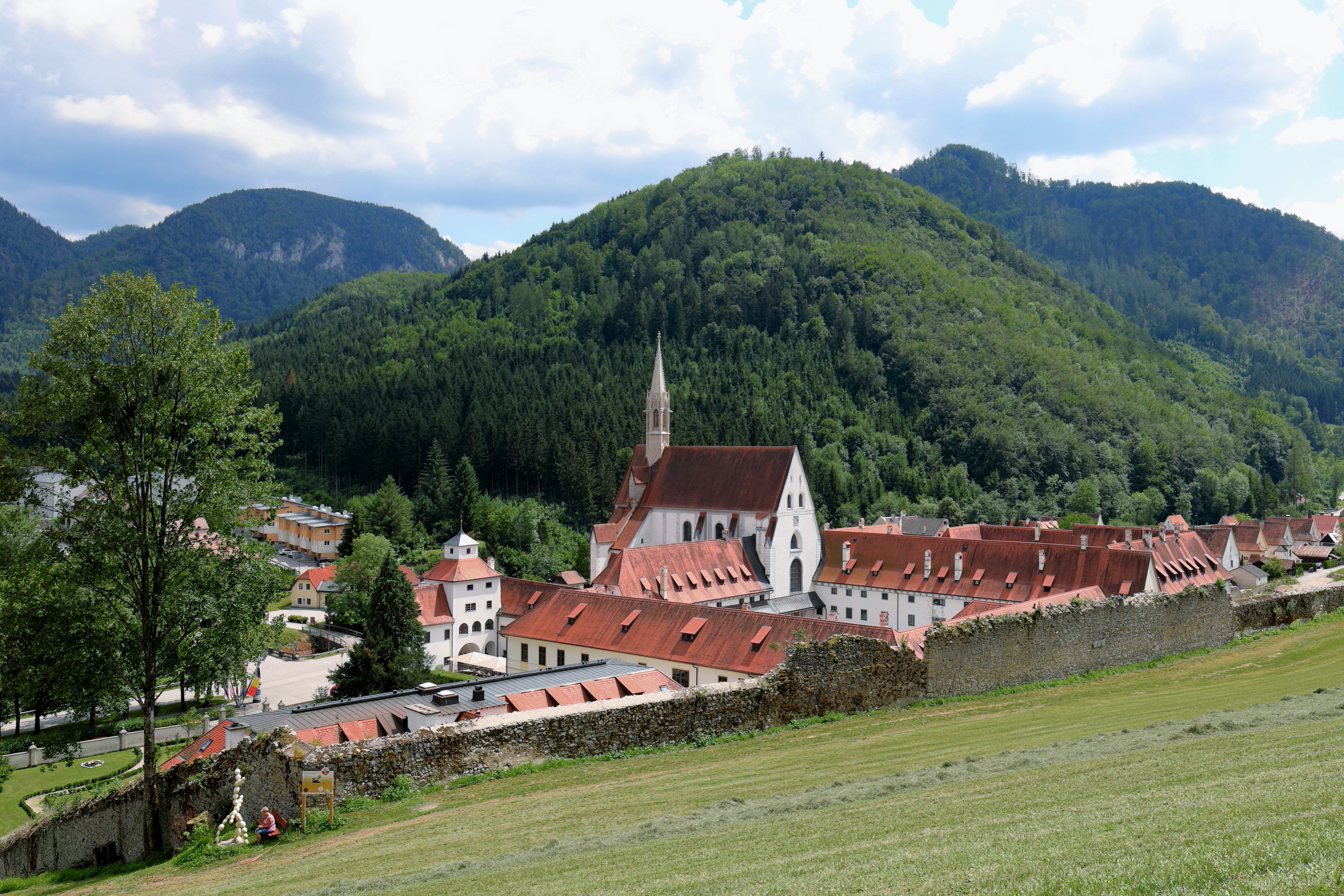
Kartause Gaming

Im Altertum war das Gebiet Teil der Provinz Noricum.
Das Gebiet war slawisches Siedlungsgebiet und gehörte bis ins 11. Jahrhundert zu Karantanien. Die erste urkundliche Erwähnung erfolgte 1260 als Gämnich.
In Gaming befand sich von 1330 bis 1782 ein bedeutendes Kartäuser-Kloster, die Kartause Gaming. Hier wirkte unter anderem auch der Mystiker und Theologe Nikolaus Kempf. In der Kartause war bis Sommer 2009 das Internationale Theologische Institut für Studien zu Ehe und Familie untergebracht, das dann als Katholische Hochschule ITI nach Trumau südlich von Wien übersiedelte.
Einen wirtschaftlichen Aufschwung brachte 1490 der Bau der Straße von Scheibbs nach Gaming und weiter über den Grubberg nach Lunz. Der Erzberg wurde mit Proviant und Holzkohle versorgt, zur Verarbeitung des Roheisens entstanden Hammerwerke, dazu blühten Kohlenmeiler und Wirtshäuser auf.
Zumindest zehn Mitglieder der IKG Ybbs/Amstetten aus Gaming fielen der Shoah zum Opfer.

### Einwohnerentwicklung
| Gaming: Einwohnerzahlen von 1869 bis 2024           | Gaming: Einwohnerzahlen von 1869 bis 2024 | Gaming: Einwohnerzahlen von 1869 bis 2024 | Gaming: Einwohnerzahlen von 1869 bis 2024 | Gaming: Einwohnerzahlen von 1869 bis 2024 |
| --------------------------------------------------- | ----------------------------------------- | ----------------------------------------- | ----------------------------------------- | ----------------------------------------- |
| Jahr                                                |                                           |                                           |                                           | Einwohner                                 |
| 1869                                                | 1869                                      |                                           | 3.398                                     | 3.398                                     |
| 1880                                                | 1880                                      |                                           | 3.605                                     | 3.605                                     |
| 1890                                                | 1890                                      |                                           | 3.887                                     | 3.887                                     |
| 1900                                                | 1900                                      |                                           | 4.286                                     | 4.286                                     |
| 1910                                                | 1910                                      |                                           | 4.589                                     | 4.589                                     |
| 1923                                                | 1923                                      |                                           | 4.702                                     | 4.702                                     |
| 1934                                                | 1934                                      |                                           | 4.589                                     | 4.589                                     |
| 1939                                                | 1939                                      |                                           | 4.356                                     | 4.356                                     |
| 1951                                                | 1951                                      |                                           | 4.353                                     | 4.353                                     |
| 1961                                                | 1961                                      |                                           | 4.218                                     | 4.218                                     |
| 1971                                                | 1971                                      |                                           | 4.181                                     | 4.181                                     |
| 1981                                                | 1981                                      |                                           | 4.089                                     | 4.089                                     |
| 1991                                                | 1991                                      |                                           | 3.793                                     | 3.793                                     |
| 2001                                                | 2001                                      |                                           | 3.840                                     | 3.840                                     |
| 2011                                                | 2011                                      |                                           | 3.244                                     | 3.244                                     |
| 2021                                                | 2021                                      |                                           | 2.910                                     | 2.910                                     |
| 2024                                                | 2024                                      |                                           | 2.905                                     | 2.905                                     |
| Quelle(n): Statistik Austria, Gebietsstand 1.1.2021 |                                           |                                           |                                           |                                           |

## Kultur und Sehenswürdigkeiten
- Kartause Gaming

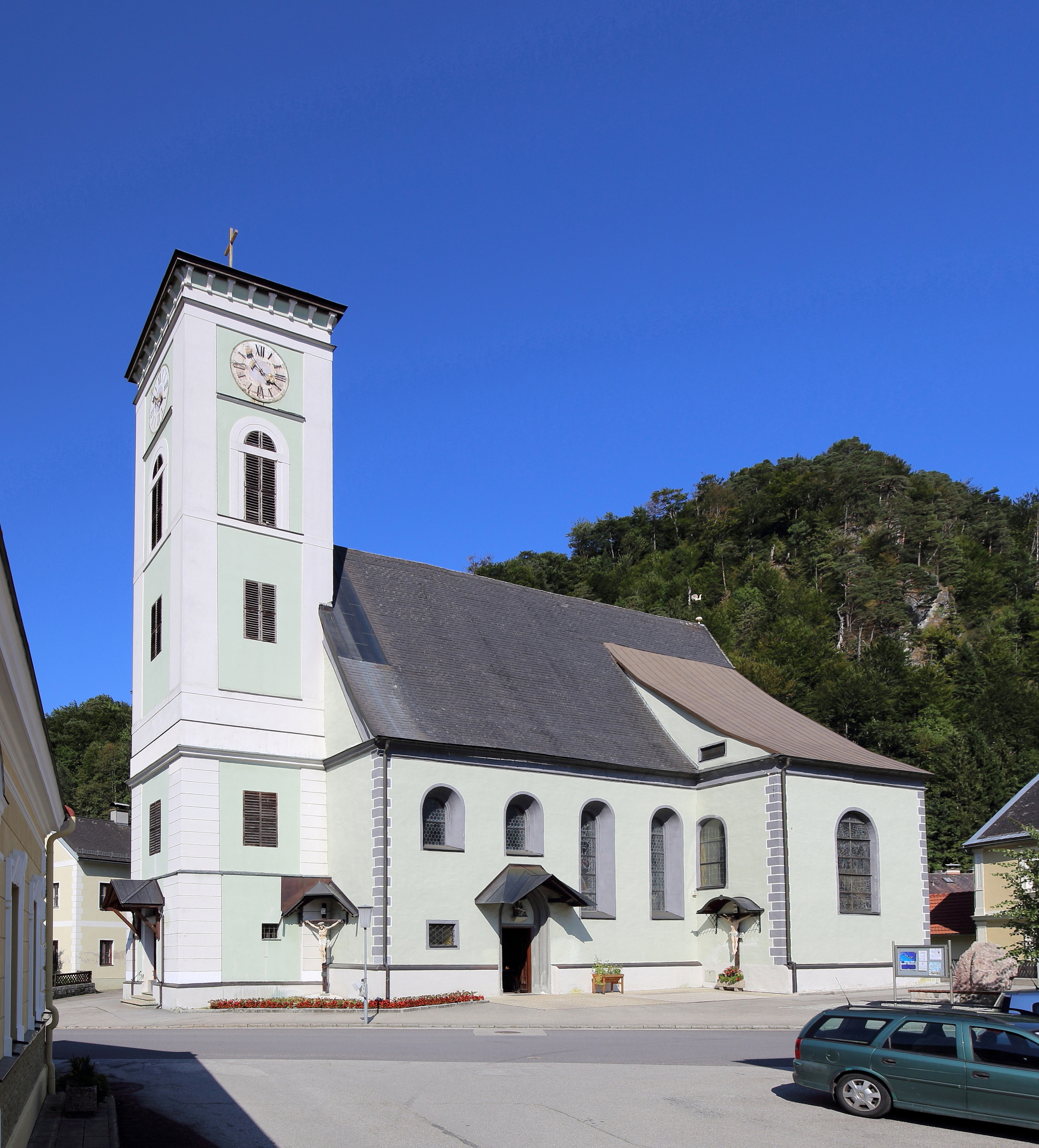
Pfarrkirche Gaming

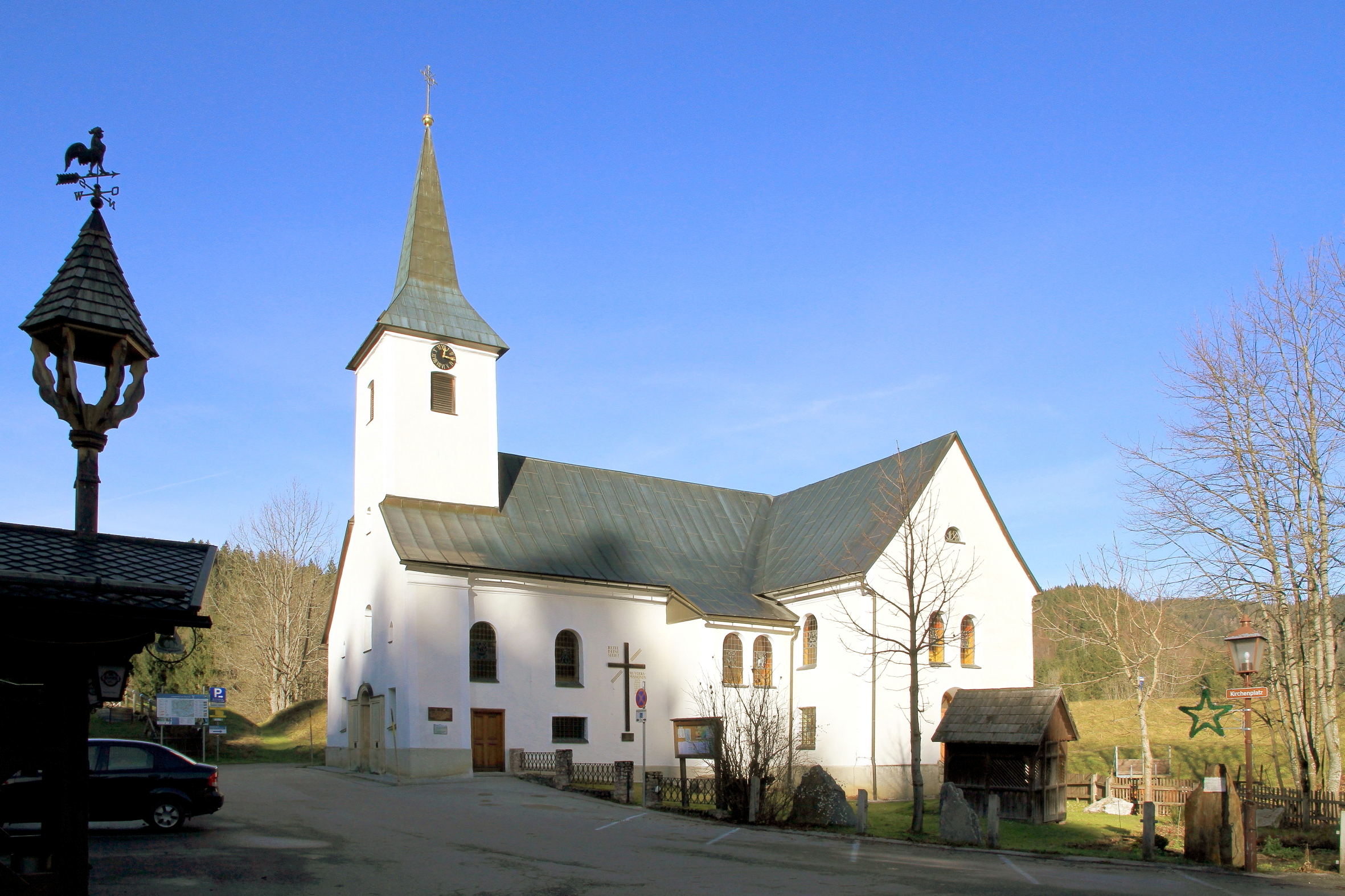
Pfarrkirche Lackenhof

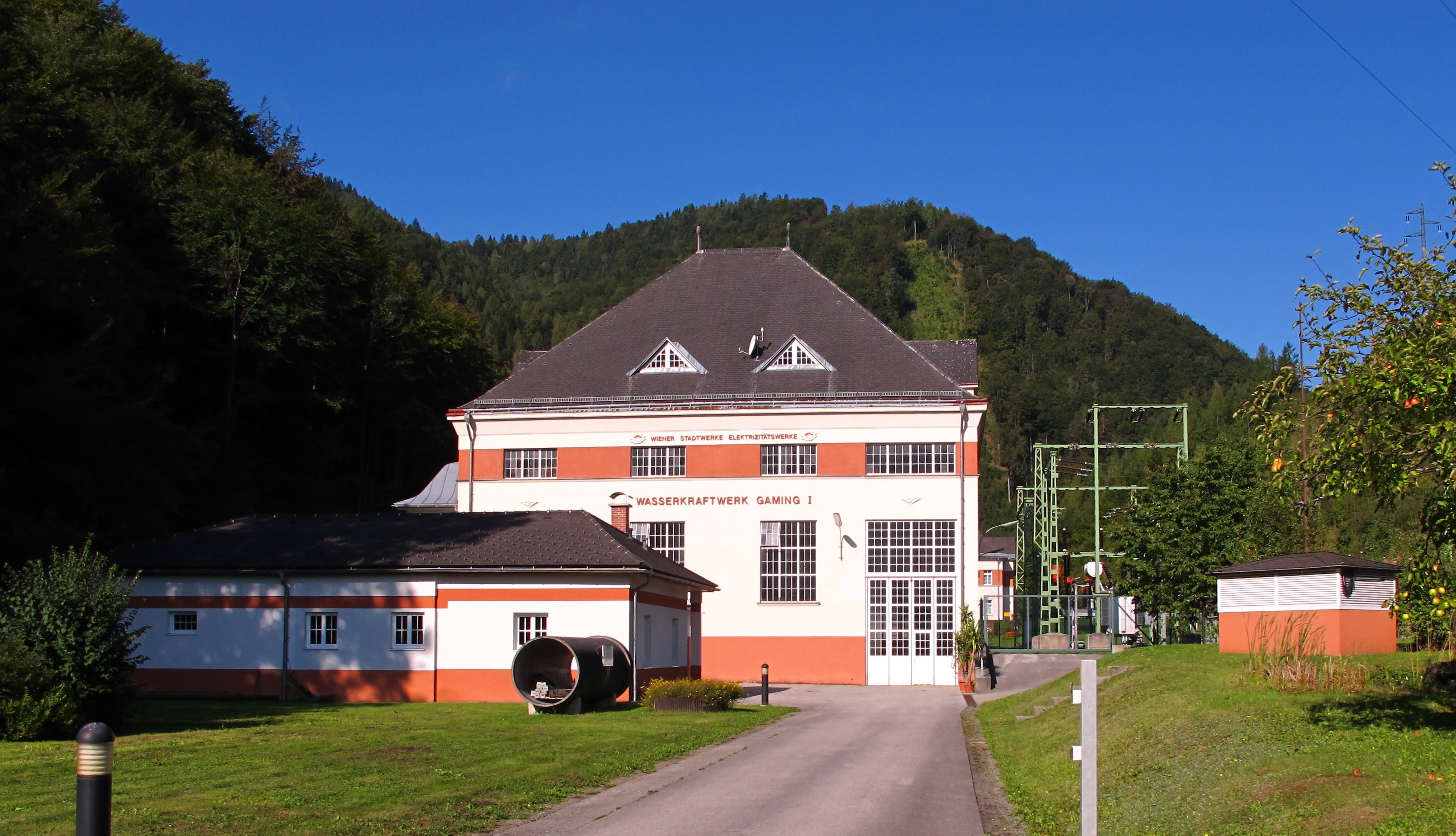
Wasserleitungskraftwerk Gaming

- Katholische Pfarrkirche Gaming Hll. Philippus und Jakobus, Filialkirche Kienberg
- Katholische Pfarrkirche Lackenhof hl. Leonhard, Filialkirche Neuhaus am Zellerrain
- Rathaus Gaming
- Wasserleitungskraftwerk Gaming
- Naturpark Ötscher-Tormäuer
- Ötscher-Tropfsteinhöhle
- Ybbsthalbahn-Bergstrecke

## Wirtschaft und Infrastruktur

### Verkehr

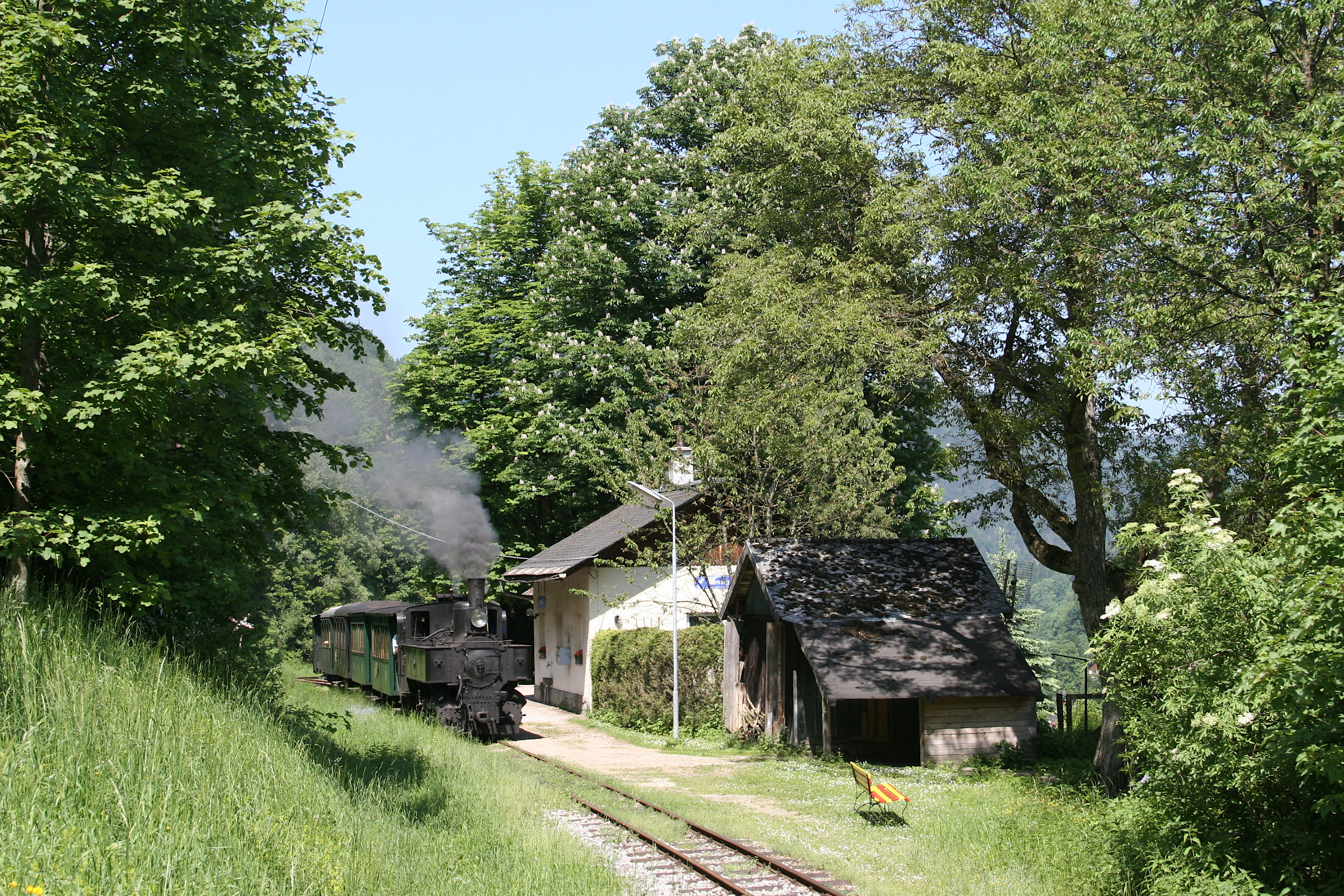
Haltestelle Gaming an der Museumsbahn nach Lunz am See

- Bahn: Kienberg war mit dem Bahnhof Kienberg-Gaming Endpunkt der Erlauftalbahn und ist gleichzeitig Ausgangspunkt der Ybbsthalbahn-Bergstrecke, einer schmalspurigen Museumsbahn. Die Österreichischen Bundesbahnen stellten den öffentlichen Personenverkehr auf der Erlauftalbahn zwischen Scheibbs und Kienberg mit Fahrplanwechsel im Dezember 2010 ein, die zunächst für den Güterverkehr verbliebene Infrastruktur wird seit Jänner 2011 ebenfalls nicht mehr genutzt. 2015 wurde mit dem Abtragen der Gleisanlagen zwischen Scheibbs und Kienberg begonnen.[4] Die ortsnahe Haltestelle Gaming der Ybbstalbahn wird heute von der Museumsbahn bedient.

### Ansässige Unternehmen
Nichtlandwirtschaftliche Arbeitsstätten gab es im Jahr 2001 171, land- und forstwirtschaftliche Betriebe nach der Erhebung 1999 153. Die Zahl der Erwerbstätigen am Wohnort betrug nach der Volkszählung 2001 1530. Die Erwerbsquote lag 2001 bei 41,48 Prozent.
Gaminger Unternehmen, das von einem ausländischen börsennotierten Konzern kontrolliert wird
Die Worthington Cylinders GmbH in Kienberg gehört dem börsennotierten amerikanischen Druckbehälter-Hersteller Worthington Industries.
In den letzten 2 Jahrzehnten wurden in Kienberg jährlich durchschnittlich 27.000 Tonnen Stahl verarbeitet. Im Jahre 2020 wurde eine neue Anlage in Betrieb genommen, in der aus Composite-Material Druckbehälter für Wasserstoff und Flüssiggas hergestellt werden.
Gaminger Unternehmen, das börsennotiertes Industrieunternehmen mehrheitlich beherrscht
Das in Gaming ansässige und zum Finanzkonzern Rosinger Group gehörende Konzernunternehmen Rosinger RMS GmbH verfügt über Akkreditierungen der Wiener Börse als Capital Market Coach und als Direct Funding Partner. Seit 4. September 2020 bestimmt die Rosinger RMS GmbH zusammen mit der ebenfalls zur Rosinger-Group gehörenden Rosinger Anlagentechnik GmbH & Co das Stimmverhalten eines Syndikats, das über mehr als 91 % der Stimmrechte des an der Wiener Börse notierten Industrieunternehmens NET New Energy Technologies AG (Hersteller von Dampf und Heißwasserkesseln bis 180 MW Leistung), verfügt.
Bedeutendes Gaminger Unternehmen ohne Börsenbezug
Die Forstverwaltung Neuhaus-Langau umfasst ca. 12.600 ha Fläche und zahlreiche Immobilien und war ursprünglich die Rothschildsche Forstverwaltung. Familie Prinzhorn hat in 2 Tranchen diese seit 1875 im Besitz der Familie Rothschild befindlichen Ländereien von den Erben der 2012 verstorbenen Rothschild-Nachfahrin Bettina Looram erworben. Die derzeitige kommerzielle Nutzung ist sowohl forstwirtschaftlich als auch touristisch.

### Öffentliche Einrichtungen
In der Gemeinde gibt es zwei Kindergärten, einen davon in Kienberg, eine Volksschule und eine Mittelschule.

## Politik

### Gemeinderat
Der Gemeinderat hat ab dem Jahr 2025 21 Mitglieder (davor 23 Mitglieder).
| - Mit den Gemeinderatswahlen in Niederösterreich 1990 hatte der Gemeinderat folgende Verteilung: 16 SPÖ, und 7 ÖVP. - Mit den Gemeinderatswahlen in Niederösterreich 1995 hatte der Gemeinderat folgende Verteilung: 17 SPÖ, und 6 ÖVP. - Mit den Gemeinderatswahlen in Niederösterreich 2000 hatte der Gemeinderat folgende Verteilung: 14 SPÖ, 6 ÖVP, 2 FPÖ, und 1 Grüne. - Mit den Gemeinderatswahlen in Niederösterreich 2005 hatte der Gemeinderat folgende Verteilung: 14 SPÖ, 7 ÖVP, 1 Grüne, und 1 FPÖ. - Mit den Gemeinderatswahlen in Niederösterreich 2010 hatte der Gemeinderat folgende Verteilung: 16 SPÖ, 5 ÖVP, und 2 FPÖ. - Mit den Gemeinderatswahlen in Niederösterreich 2015 hatte der Gemeinderat folgende Verteilung: 12 SPÖ, 9 ÖVP, und 2 FPÖ. - Mit den Gemeinderatswahlen in Niederösterreich 2020 hat der Gemeinderat folgende Verteilung: 12 SPÖ, 10 ÖVP und 1 FPÖ. - Mit den Gemeinderatswahlen in Niederösterreich 2025 hat der Gemeinderat folgende Verteilung: 15 SPÖ, 4 ÖVP, und 2 FPÖ. | Die zur Anzeige dieser Grafik verwendete Erweiterung wurde dauerhaft deaktiviert. Wir arbeiten aktuell daran, diese und weitere betroffene Grafiken auf ein neues Format umzustellen. (Mehr dazu) |

### Bürgermeister
- 1945–1960 Wilhelm Pöchhacker (SPÖ)
- 1960–1994 Hermann Lechner (SPÖ)
- bis 2008 Kurt Pöchhacker (SPÖ)
- 2009–2024 Renate Rakwetz, vormals Renate Gruber (SPÖ)[26]
- seit 2024 Andreas Fallmann

### Gemeindepartnerschaften
- Bad Sassendorf, Nordrhein-Westfalen, Deutschland[27]
- Groß-Siegharts, Niederösterreich[28]

## Persönlichkeiten

### Söhne und Töchter der Gemeinde
- Elisabeth von Schönfeld (1832–1904), Hofdame von Erzherzogin Sophie und Oberhofmeisterin der Erzherzogin Marie Therese
- Maria Neuhauser-Loibl (1906–1985), Lyrikerin, Übersetzerin und Schriftstellerin
- Ernst Karl (1945–2001), Polizeibeamter, Straftäter
- Uli Aigner (* 1965), Bildende Künstlerin, Zeichnerin, Fotografin und Videokünstlerin

### Mit der Gemeinde verbundene Persönlichkeiten
- Konrad von Hainburg († 1360), Kartäusermönch
- Nikolaus Kempf († 1497), Kartäusermönch, Mystiker und Theologe
- Albert Salomon Freiherr von Rothschild (1844–1911), Besitzer der Domäne Gaming mit umfangreichem Waldbesitz (Rothwald), Förderer der Gemeinde und Erbauer der Rothschildhäuser
- Alphonse Maier von Rothschild (1878–1942), erbte von seinem Vater die Besitzungen, Förderer der Gemeinde, 1938 von den Nationalsozialisten enteignet
- Bettina Looram (1924–2012), letzte Besitzerin der Domäne aus der Familie Rothschild, Förderin der Gemeinde, zuweilen auch als "Baronin Rothschild" bezeichnet
- Hermann Lechner (1924–2012), Bürgermeister und Abgeordneter im Landtag von Niederösterreich
- Renate Gruber (* 1967), Bürgermeisterin und Nationalratsabgeordnete
- Reinhard Teufel (* 1979), Politiker, Abgeordneter zum Landtag von Niederösterreich